# Посессив
Притяжа́тельный паде́ж, посесси́в (от лат. possessivus «собственнический») —
падеж, указывающий на принадлежность некоего объекта субъекту, стоящему в данном падеже. Отличается от родительного падежа тем, что обладает только функцией притяжательности и не несёт других функций. Имеется во многих языках, преимущественно агглютинативного строя. Притяжательный падеж есть и в русском языке, однако же подвергшийся адъективации: мама — мамин, брат — братов.
Индоевропейский генитив первоначально тоже был посессивом, и в некоторых индоевропейских языках, например, немецком, фактически продолжает им быть. Посессив представляет собой единственный сохранившийся синтетически образуемый падеж в английском языке.

## Английский язык
Английский притяжательный падеж образуется добавлением аффикса -’s к слову в единственном числе и прибавлением одного апострофа -’ — во множественном. От неодушевлённых существительных посессив, как правило, не образуется, а используется предлог of.

## Чувашский язык
В чувашском языке притяжательный падеж образуется с помощью аффиксов -ăн (-ĕн) и выражает:
1. принадлежность одного предмета другому: Наташӑн юлташӗ («друг Наташи»), кӗнекен хуплашки («обложка книги»).
2. пассивный субъект действия в безличном предложении, который испытывает какое-либо состояние либо которому предстоит совершить какое-то действие: манӑн Парижа кайса курас килет («мне хочется побывать в Париже»), манăн гитара каламалла («мне нужно играть на гитаре»)[1].

## Кечуа
В кечуа посессив выражается окончанием -р после гласных и -ра после согласных.

## Другие языки, имеющие посессив
- Алтайские языки
- Цыганский язык
- Финно-угорские языки
- Ифкуиль
- Эльфийский язык